# Lukáš Houdek
Lukáš Houdek (* 8. října 1984, Stříbro) je český dokumentarista, fotograf, aktivista, romista a novinář. Je koordinátorem a jednou z vůdčích postav projektu HateFree Culture.

## Životopis
Lukáš Houdek se narodil 8. října 1984 ve Stříbře. Vystudoval romistiku na Filosofické fakultě Univerzity Karlovy. Během studijních cest na Slovensko a do jiných zemí se dostal k fotografování, přičemž aktivně fotografuje od roku 2005. Několik let redigoval časopis Romano voďori a vedl nakladatelství romské literatury KHER. Od roku 2014 se angažuje jako koordinátor v projektu HateFree Culture.
V roce 2019 během dovolené v Ghaně narazil na problematiku místních albínů. Ti ve velkých bolestech umírali na rakovinu kůže, neboť pro ně nebyl prostředek na ochranu kůže. Spolu s místními albíny hledal materiály, ze kterých by mohl opalovací krém vznikat a později přesunul výrobu krémů přímo do Ghany.

## Dílo
- 2012: Život snů – nastavení zrcadla heteronormativní společnosti
- 2013: Umění zabíjet – prostřednictvím stylizovaných fotografií odkazuje k poválečnému odsunu sudetských Němců. Na fotografiích jsou panenky v dobových kostýmech, aranžovány stejně jako na historických fotografiích (např. znásilnění, sebevražda, poprava...)
- 2015: Výročí – Lukáš Houdek vytvořil pro jistého Pepu, který jej tehdy zneužil, vzpomínkové fotoalbum, které mapuje příběh jeho dětství od chvíle setkání až do dospělosti. Snaha o detabuizaci pedofilie a o vyrovnání se s dospíváním.[5]
- 2017: Mezinárodní den muzeí – na jeden den vyměnil průvodce v 2. patře veletržního paláce za průvodce různých barev pleti i dívky v hidžábu či židovském šátku.[6]
- 2020: Bílá Místa – výstava reagující na hnutí Black Lives Matter. Autor si klade otázky: Nakolik je dnes oprávněné umístění podobných pomníků ve veřejném prostoru? Jak početné jsou pomníky a památníky upomínající na minority a jejich význačné představitele? Jak je tato problematika vnímána v českém a slovenském prostředí? [7]